# 오클라호마 주립 대학교
오클라호마 주립 대학교(Oklahoma State University–Stillwater, OSU)는 미국 오클라호마주 스틸워터에 위치한 공립 랜드그랜트 연구형 대학이다. OSU는 1890년에 모릴 토지 허여 법안을 통해 설립되었다. 최초 교명은 "Oklahoma Agricultural and Mechanical College (Oklahoma A&M)"이었으며 오클라호마 주립 대학교 시스템의 대표 교육 기관이며 등록 학생 수는 35,000명 이상이다. 주 캠퍼스의 등록 학생 수는 2019년 가을 기준 24,071명이고, 캠퍼스내 학생회관의 면적은 약 5만m2로 세계 최대의 규모를 자랑한다.